# Politik der ersten Person
Politik der ersten Person ist ein politisches Konzept, das eine so genannte Stellvertreterpolitik ablehnt, die Trennlinie zwischen „privat“ und „öffentlich“ zurückweist und die Politisierung der Privatsphäre beinhaltet.

## Das Private ist politisch
Der Slogan „Das Private ist politisch“ wurde erstmals von Carol Hanisch in der 1970 von Shulamith Firestone und Anne Koedt herausgegebenen Publikation Notes from the Second Year: Women's Liberation verwendet. Er wurde zu einem Grundsatz der frühen Frauenforschung. Anders als noch in der ersten Frauenbewegung ging es nicht nur um Fragen, wie die des Wahlrechts oder um die Einbindung und Teilhabe an politischen Entscheidungsprozessen. Mit „Das Private ist politisch“ oder auch „Das Persönliche ist politisch“ wurde ein neues Politikfeld geöffnet, in welchem unmittelbar gekämpft wurde.
Seit Frauen ab Ende der 1960er Jahre in Consciousness-Raising-Gruppen über ihre persönlichen Beziehungen zu Männern, über Sexualität, Schwangerschaft, Kindererziehung und Gewalt sprachen, begannen sie, diese Bereiche zu politisieren. So heißt es in dem Buch Sexual Politics von Kate Millett aus dem Jahr 1969:
„Das Wort ‚Politik‘ wird deshalb verwendet, weil es bei dem Versuch, die wahre Natur der Geschlechtsrangordnung sowohl aus historischer Perspektive wie aus dem Gesichtswinkel der Gegenwart zu untersuchen, das einzig zutreffende ist. Unsere historische Situation fordert, dass wir eine Psychologie und Philosophie der Machtverhältnisse entwickeln, die auf die heutige Zeit zugeschnitten sind und die über die simplen Begriffskategorien der traditionellen Struktur hinausgehen. Man muß die Definition einer Theorie der Politik versuchen, die die Machtverhältnisse auf weniger konventioneller Basis betrachtet, als wir es gewohnt sind. Es schien mir deshalb angebracht, die persönlichen Beziehungen und Wechselwirkungen dieser Verhältnisse zu definieren, wie diese sich zwischen Gliedern klar umrissener und ausgeprägter Gruppen ergeben, seien diese Gruppen Rassen, Kasten, Klassen oder die Geschlechter. Denn gerade weil in verschiedenen politischen Strukturen gewisse Gruppen keine Vertreter haben, ist ihre Position so stabil, ihre Unterdrückung so wirkungsvoll.“
Waren diese Frauengruppen zunächst auf Hochschulen in den USA, Großbritannien und der BRD beschränkt, so gewannen sie durch Kampagnen gegen das Abtreibungsverbot in den 1970er Jahren eine große Öffentlichkeit. Weitere Kampagnen folgten wie Bewegungen gegen Gewalt gegen Frauen, Vergewaltigung, Gewalt in Medien, in der Werbung und Pornografie. Diese Bewegungen gingen in der Regel von autonomen Frauengruppen aus, die sich zum Teil auch in Institutionen verankern konnten. So setzte die Frauenbewegung in Westdeutschland beispielsweise in den Studierendenvertretungen autonome Frauenreferate durch.
Dieses Konzept setzte das Westberliner Frauenzentrum 1973 bei seiner Gründung spontan und beispielhaft um und behielt es die folgenden Jahre bei.

## Politischer Ansatz in sozialen Bewegungen
Die Politik der ersten Person entstand parallel zur Etablierung der neuen sozialen Bewegungen und hatte einen großen Einfluss auf die Bürgerinitiativbewegung, die Alternativbewegung und zunächst auch auf die Partei Die Grünen, sowie auf basisdemokratische Konzepte. Auch die Bewegung der Autonomen übernahm weitgehend das Konzept der Politik der ersten Person.
Auf erkenntnistheoretischer Ebene ist die Politik der ersten Person mit der Standpunkt-Theorie verbunden. Hieraus folgte auch, dass ein Paternalismus strikt abgelehnt wurde und eine Unterstützung stets nur „Hilfe zur Selbsthilfe“ sein konnte. Der Ansatz war hier, dass politische Aktionen von den Betroffenen auszugehen haben oder zumindest in enger Abstimmung mit ihnen und nicht über ihre Köpfe hinweg.